# A414 road

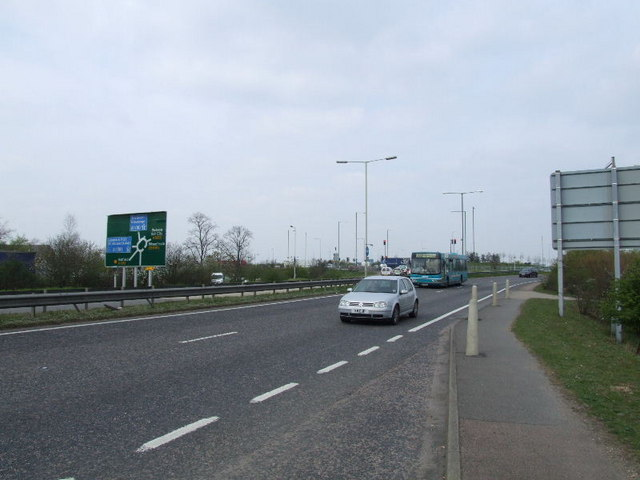
Verknüpfung der A414 mit der A1 (Aufnahme 2007)

Die A414 road (englisch für Straße A414) ist als eine 107,7 km lange, teilweise als Primary route ausgewiesene Straße, die bei Hemel Hempstead von der A41 road nach Osten abzweigt, dann den M1 motorway kreuzt (bei der Anschlussstelle junction 8) und, nunmehr als Primary route, die Kathedralstadt St Albans südlich umfährt. Bis 2009 war das Teilstück vom M1 bis zum Park Street roundabout als M10 motorway klassifiziert, wurde aber nach dem Bau des südlicher verlaufenden M25 motorway abgestuft. Bei Hatfield verläuft sie zwischen den Anschlüssen 3 und 4 gemeinsam mit dem A1(M). Die vierstreifig ausgebaute, aber niveaugleiche Anschlüsse aufweisende Straße führt weiter nach Hertford und zur A10 road nach Ware, wo sie auf die A10 road trifft, mit dieser gemeinsam für 3 km nach Süden verläuft und dann wieder nach Osten abzweigt. Bis Harlow bleibt sie eine dual carriageway, umgeht diese New Town und quert den M11 motorway bei dessen Anschluss junction 7. In ihrem weiteren Verlauf knickt sie westlich von Chelmsford scharf nach Südwesten ab und umfährt gemeinsam mit der A12 road die Stadt. Östlich von Chelmsford führt sie als einfache Landstraße nach Maldon am River Blackwater, wo sie endet.